# Arthrochilus sabulosus
Arthrochilus sabulosus är en orkidéart som beskrevs av David Lloyd Jones. Arthrochilus sabulosus ingår i släktet Arthrochilus och familjen orkidéer.
Artens utbredningsområde är Queensland. Inga underarter finns listade i Catalogue of Life.